# Che animale sei? Storia di una pennuta
Che animale sei? Storia di una pennuta è un romanzo di Paola Mastrocola pubblicato nel 2005 dalla casa editrice Guanda.

## Trama
Una piccola anatra nasce la sera della Vigilia di Natale a bordo di un camion che procede ad alta velocità in quanto il suo conducente rischia di arrivare in ritardo al cenone; ad un certo punto il mezzo sbanda in una curva, l'anatra rotola giù e finisce dentro ad una pantofola gettata vicino a un bidone della spazzatura, dove si rifugia e si riscalda ed in cui passa i suoi primi giorni, credendo che la pantofola sia sua madre e trattandola come tale. Senza un vero genitore a cui fare riferimento, la piccola deve cavarsela da sola ed inizia un avventuroso viaggio alla scoperta di sé stessa e di quanto la circonda. Non sapendo cosa effettivamente lei sia in quanto nessuno ha potuto insegnarglielo, inizialmente crederà di essere una pantofola, poi un castoro e poi un pipistrello, avendo vissuto prima insieme ad una comunità di castori-ingegneri e poi ad un gruppo di pipistrelli-politici.
In seguito la protagonista incontra una bambina adottata che le consiglia di farsi adottare a sua volta ed un gentile signore che è un amministratore di condomini e le dice che, per farsi adottare, può suonare alla porta di una famiglia in uno di tali condomini: riesce così riuscì a farsi adottare da un fenicottero e una gru, marito e moglie. Per farle capire cosa lei sia, i genitori adottivi decidono di mandarla a scuola, nella classe della maestra Tolmer, dove gli alunni le fanno finalmente scoprire a che specie appartiene. 
A questo punto i genitori iniziano a cercare di costringerla ad indossare dei vestiti eleganti, a frequentare il mondo degli anatri, un enorme circolo di tennis, e soprattutto a trovarsi un fidanzato, cosa che le accade quando conosce Franco, un bel papero biondo che la chiama Principessa, abbreviato in Princi. Con il tempo, a seguito anche di un tradimento da parte di Franco, i due si lasciano. Alla fine l'anatra incontra un Lupo Solitario, di professione scrittore, che saprà curare la ferita del suo cuore e della sua anima, facendola tornare veramente felice.

## Personaggi
- L'anatroccola: protagonista del racconto, successivamente chiamata Princi da Franco.
- La mamma-pantofola: una vecchia pantofola grigia a forma di topo gettata vicino ad un bidone dell'immondizia, che la protagonista, dopo esservi caduta dentro, scambia per sua madre e per un certo periodo la tratta come tale.
- George Castor: un giovane castoro che, anche se fa parte di una comunità di castori noti per essere abili ingegneri ed è figlio di un famoso ingegnere, ama pensare anziché progettare e realizzare dighe e desidera studiare filosofia, motivo per cui viene deriso ed emarginato.
- Pipi Strel: un piccolo pipistrello che non riesce a diventare nero e resta grigio, figlio del grande e nero Poltron Strel, pipistrello politico famoso e rispettato; alla fine diventerà giallo come la protagonista.
- Madame Gru e Fenny Cotter: i genitori adottivi della protagonista, sono rispettivamente una gru grigia e un fenicottero rosa, hanno un carattere piuttosto snob ed uno stile di vita molto altolocato e vivono in un quartiere di grattacieli chiamato Zona Zampa Lunga, dove possono risiedere solamente pennuti con due zampe molto lunghe.
- Franco Fondac: un anatroccolo biondo di bell'aspetto, fidanzato della protagonista, che poi lo lascia in quanto lui la tradisce con Isabella la Bella.
- Lupo Solitario: un lupo scrittore che renderà l'anatroccola nuovamente felice dopo che si è lasciata con Franco e la sposerà.
- Il tagliaerba: un pastore che la protagonista chiama per far brucare alle sue pecore l'erba dei prati di Zona Zampa Lunga, che è molto lunga e crea problemi in quanto nel quartiere i tagliaerba a motore sono vietati per il rischio che taglino le zampe dei residenti; a seguito di ciò l'anatra viene considerata un'eroina da tutti tranne che dai genitori, che, arrabbiati, la cacciano di casa.
- La signora Tolmer: una maestra di scuola elementare che svolge diverse attività (scrive libri ed alleva animali), che insieme ai suoi alunni fa comprendere alla protagonista di essere un'anatra.
- Lucio: una lucertola con la paura di perdere la coda, che viene da una numerosa famiglia di lucertole della Spagna.
- Isabella la bella: una bella anatra color arancio con cui Franco tradisce la protagonista.
- Le talpe: una società di talpe che consolano e tengono compagnia alla protagonista nei momenti di sconforto.
- La bambina: una bimba figlia adottiva di una coppia, che consiglia all'anatra di farsi adottare.
- L'amministratore: un amministratore di condomini, che indirizza l'anatra in uno dei suoi stabili per farle trovare una coppia che la adotti.

## Edizioni
- Paola Mastrocola, Che animale sei? - Storia di una pennuta, Guanda, 2005,  p. 189, ISBN 88-8246-711-2.